# Espermacete

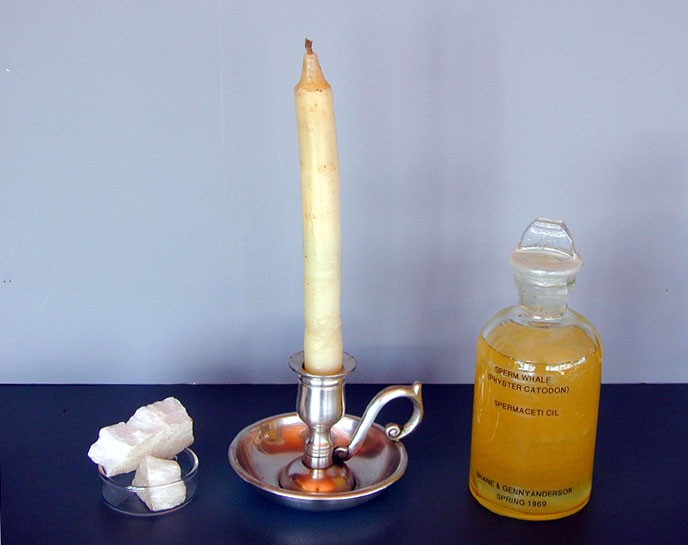
Cera de espermacete, vela de espermacete e óleo de espermacete.

Espermacete (do termo latino sperma, esperma ou semente, e cetus, baleia), também designado por cetina ou cetila, é uma substância cerosa de cor clara produzida pelos cachalotes (Physeter macrocephalus) num órgão, denominado "órgão do espermacete" ou "melão", localizado na cabeça, à frente do espiráculo. Enquanto o animal está vivo, o espermacete está dissolvido na matéria oleosa que preenche a cavidade. 
Embora o cachalote seja a espécie que o produz em maior quantidade (um cachalote adulto tem cerca de 2 000 quilogramas da substância), o espermacete também está presente na matéria gorda (óleos de baleia) de outros cetáceos. É um dos produtos que, pelo seu valor, mais contribuiu para a viabilidade económica da baleação destes mamíferos marinhos. Deve o seu nome ao facto de a solução oleosa encontrada na cavidade dos cachalotes de onde se extrai o espermacete ter sido, originalmente, confundida com esperma.

## Características físico-químicas
No cachalote vivo, o espermacete está dissolvido numa solução oleosa pouco viscosa, de cor leitosa, mas que amarelece com o arrefecimento e a exposição à luz. Esta solução contrai-se e aumenta rapidamente de densidade com o arrefecimento, solidificando a cerca de 30 °C.
A importância biológica do espermacete para a baleia relaciona-se com a propriedade atrás apontada, já que o cachalote, ao mergulhar, permite a entrada de água para cavidades sitas em torno do órgão do espermacete, arrefecendo-o e aumentando de densidade, o que ajuda a reduzir a sua flutuabilidade. Para ascender à superfície, expulsa a água e deixa o espermacete aquecer, o que aumenta a flutuabilidade. Poupa, assim, oxigénio, o que permite longos mergulhos, nalguns casos a profundidades superiores a 1 000 metros.
A uma temperatura de cerca de 6 °C, o espermacete separa-se espontaneamente da solução, formando uma substância cristalina. Quando purificado por compressão e lavagem com uma solução fracamente cáustica (alcalina), forma escamas constituídas por cristais brancos e brilhantes. O espermacete purificado é duro à temperatura ambiente normal, oleoso ao toque e desprovido de sabor ou cheiro.
O espermacete é insolúvel em água, ligeiramente solúvel em etanol em ebulição, mas dissolve-se facilmente em éter, clorofórmio e dissulfureto de carbono.
O espermacete é composto na sua maior parte por cetil-palmitato, um éster do álcool cetílico (ou 1-hexadecanol) com o ácido palmítico, de fórmula geral C15H31COO-C16H33.

## Utilização

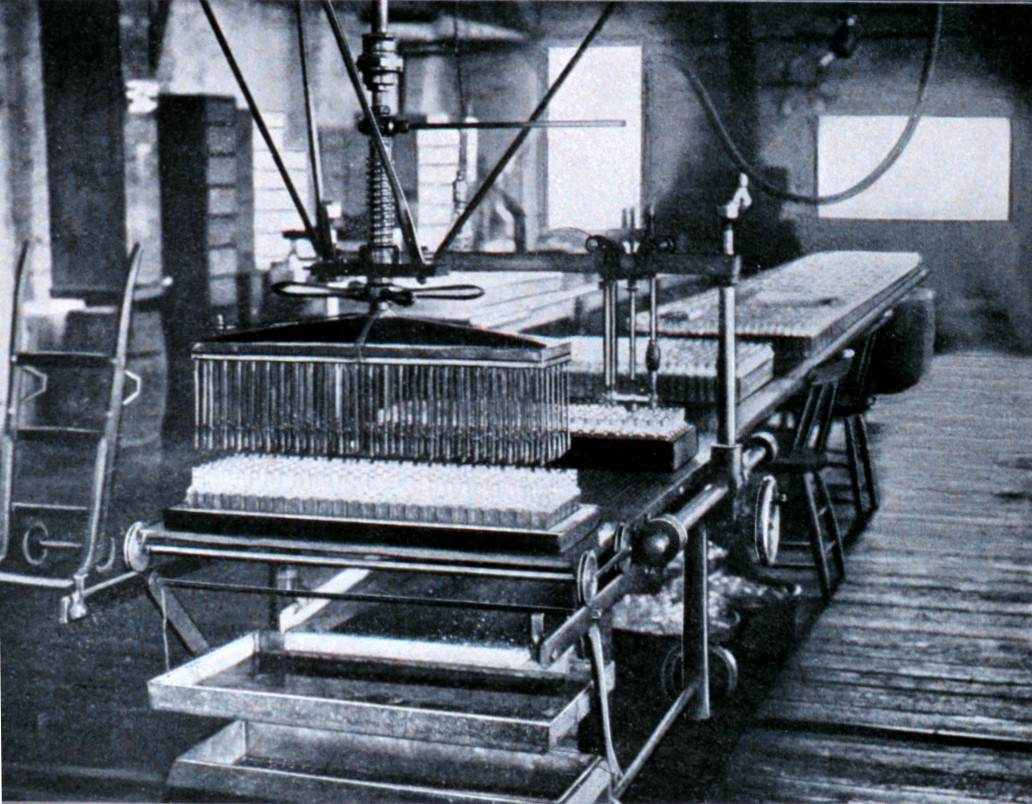
Processo de espermacete. Vista interior da refinaria de petróleo. Enchendo garrafas com óleo de esperma.

O espermacete tem sido utilizado para vários fins, entre os quais o fabrico de velas, muito apreciadas por arderem sem libertar fumos ou odores, fluido de transmissão automática, lubrificante para instrumentos delicados de elevada altitude, cosméticos, aditivo para óleo de motor, glicerina, compostos de protecção contra a ferrugem, detergentes, fibras, vitaminas e mais de 70 compostos farmacêuticos.
A substância era também usada na confecção de velas padrão para fotometria, sendo a base de um dos padrões usados para avaliar a intensidade luminosa. Uma candela foi definida como a luz emitida por uma vela de espermacete puro que queimasse 7,77 gramas da substância por hora. 
Outra importante área de utilização era em medicina e cirurgia, especialmente na confecção de pensos encerados e de unguentos, e na feitura de preparações cosméticas.

## Sucedâneos
Um sucedâneo de origem vegetal para o espermacete é o óleo de jojoba (obtido da semente da Simmondsia chinensis), o qual é também uma cera natural constituída por um éster de cadeia não ramificada que se mantém líquido à temperatura ambiente normal. Um éster derivado da jojoba, conhecido por éster de jojoba, com a estrutura C20H41COO-C20H41 é quimicamente muito próximo do espermacete e pode, com poucas excepções, ser usado para os mesmos fins.
Outros sucedâneos do espermacete são obtido através da síntese de ésteres do álcool cetílico, os quais têm propriedades físico-químicas muito similares àquele produto animal.

## Referência
- Figueiredo, José Mousinho, Introdução ao Estudo da Indústria Baleeira Insular,  in Boletim Pecuário, n.º 2, ano XIV (1946). Reeditado pelo Museu dos Baleeiros do Pico, Lajes do Pico, Açores, 1996, 283 pp., com notas e actualização da taxonomia e nomenclatura portuguesa dos cetáceos pelo Doutor João M. A. Gonçalves, da Universidade dos Açores.